# Teofil Hazelmajer
Teofil Hazelmajer (ur. 2 grudnia 1906 w Łodzi, zm. 2 lipca 1950) – funkcjonariusz więziennictwa.

## Życiorys
Urodził się 2 grudnia 1906 w Łodzi. Był synem Adama i Emilii. Pochodził z rodziny rosyjskich Żydów. Wychowywał się w rodzinie robotniczej.
Do 1918 zarabiał na życie pracą pastucha w Solignowie (powiat łowicki), a następnie kształcił się w zawodzie zduna. Od 1925 należał do Związku Młodzieży Komunistycznej. W 1926 został skazany na karę 1,5 roku więzienia za działalność antypaństwową. Po odzyskaniu wolności współpracował z KPP. Był też członkiem koła młodzieży przy PPS – Lewica i delegatem z ramienia komitetów fabrycznych w zakładach pracy w Łodzi, np. w „Szule i Fuchs”, „Szajbler”, „Leonard”, „Grynstein” i „Rozenblat”.
Po wybuchu II wojny światowej w 1939 trafił do Warszawy, a potem ponownie przebywał w Łodzi. W 1940 został deportowany na roboty przymusowe do III Rzeszy. Tam zbiegł z pracy, a po schwytaniu został umieszczony w obozie karnym w Breitz.
U kresu wojny od 4 kwietnia 1945 pracował w więziennictwie, początkowo jako zastępca naczelnika do spraw polityczno-wychowawczych więzienia w Sieradzu. Od stycznia 1945 należał do PPR. Od września 1945 sprawował stanowisko naczelnika więzienia w Radomiu. Od 1 stycznia 1947 do lutego 1948 był naczelnikiem więzienia przy ulicy Kleczkowskiej we Wrocławiu. Od 1 marca do 31 sierpnia 1948 kierował więzieniem karnym Centralnego Obozu Pracy w Jaworznie (według innej wersji był tam zastępcą naczelnika). Od 4 września 1948 do 31 marca 1949 sprawował obowiązki naczelnika więzienia w Sanoku. Stamtąd został zwolniony dyscyplinarnie (zarzucano mu pijaństwo, demoralizację podwładnych oraz określono jako element obcy ideologicznie). Posiadał stopień porucznika. W Komitecie Powiatowym PZPR w Sanoku od 24 grudnia 1948 do marca 1949 był członkiem i członkiem egzekutywy.
Potem, od 1949 do 1950 był zatrudniony jako administrator budynków Ubezpieczalni Społecznej we Wrocławiu. Zmarł 2 lipca 1950.